# 岡部洋三
岡部 洋三（おかべ ようぞう、1942年10月13日 - ）は、福岡県出身のプロゴルファー。

## 来歴
福岡県立香椎高等学校出身。
18歳からゴルフを始め、1965年にプロ入りする。
1966年の西日本オープンで藤井義将の2位、1968年の西日本サーキット宇部シリーズでは謝敏男（中華民国）と並んでの9位タイ、1973年の中四国オープンでは増田光彦・十亀賢二・金海繁・細石憲二に次ぐと同時に上野忠美を抑えての6位タイに入った。
1974年のスポーツ振興インターナショナルでは初日に69をマークして首位でスタートし、2日目には前日33位から一挙に首位に躍り出たビル・ダンク（オーストラリア）と3打差の2位に着ける。3日目には相変わらずの硬いグリーンに乱れ、79と振るわず、尾崎将司らと共に15位タイに後退した。
1975年のダンロップトーナメントでは宮本康弘・鷹巣南雄・海老原清治と並んでの7位タイ、中四国オープンでは冨田三十士・増田を抑えると同時に十亀と並んで上野の2位タイに入った。
1978年の中四国オープンでは2日目に上野と並んでの4位タイに着け、最終日には6位に入った。
1979年の中四国オープンでは3日目に6位に着け、最終日には5位に入った。
現在は山口県宇部市の「アイランドゴルフガーデン宇部」でコースでのラウンドレッスン、美祢市の「ナイスゴルフガーデン」で予約不要の無料レッスンを担当。